# Varaždin jazz band
Varaždin jazz band osnovan je u jesen 1992. godine (osnivač i voditelj varaždinski pijanist Petar Eldan). Već u proljeće 1993. osvaja prvu 
nagradu u kategoriji malih sastava pred međunarodnim žirijem na džez festivalu Nove nade jazza u Zagrebu. Od svog osnutka pa do danas, VJB bilježi velik broj zapaženih nastupa diljem Hrvatske i u inozemstvu. VJB ugostio je mnoge jazz glazbenike (Zdenku Kovačiček, Boška Petrovića, Ladislava Fidrya, Jimmyja Stanića, Sašu Nestorovića, Maria Mavrina, Primoža Grašiča ...). Croatia Records izdala je CD Neverland VJB-a [nedostaje izvor] na kojem su snimljene isključivo autorske skladbe članova ovog ansambla. Na ovom CD-u posebnu pozornost kritike i publike privukla je suradnja sastava s glumicom Barbarom Rocco i književnikom Denisom Peričićem. VJB često gostuje na HRT-u, naročito u emisiji Vrijeme je za jazz HTV-a[nedostaje izvor]. Sastav osim autorskih skladbi izvodi i jazz standarde u aranžmanu svojih članova.
Od prosinca 2008. godine sastav djeluje u obnovljenom sastavu te svojim nastupima s repertoarom hrvatskih narodnih pjesama iz Međimurja plijeni pažnju publike i struke.

## Vanjske poveznice
https://sites.google.com/site/vzjazzband/Home  Arhivirana inačica izvorne stranice od 10. lipnja 2016. (Wayback Machine)